# Niederrickenbach
Niederrickenbach (auch Maria-Rickenbach oder Rickenbach) ist der bevölkerungsmässig kleinste Teil der politischen Gemeinde Oberdorf im Schweizer Kanton Nidwalden.

## Lage und Geschichte
Niederrickenbach liegt an einem Berghang zwischen 1137 und 1172 m ü. M. unter den Felsen der Musenalp in den Urner Alpen. Das Bergdorf mit weniger als 100 Einwohnern liegt rund um das Benediktinerinnenkloster Maria Rickenbach. Dieses wurde 1864 etwas nördlich der Wallfahrtskapelle zur Hl. Maria im Ahorn erbaut. 
Die Bevölkerung setzt sich aus alten Nidwaldner Geschlechtern zusammen und gehört überwiegend der römisch-katholischen Konfession an.
Bereits ab 1190 bezog das Kloster Engelberg Einkünfte aus Niederrickenbach, das seit 1314 ständig bewohnt ist.

## Wallfahrt nach Maria-Rickenbach

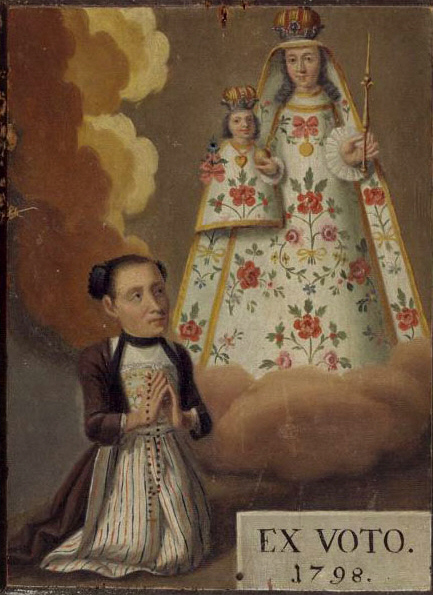
Votivtafel aus Niederrickenbach, 1798

Die seit dem 16. Jahrhundert bezeugte Wallfahrt nach Maria-Rickenbach und die Legende um die Heilige Maria im Ahorn sind eng miteinander verbunden. Die Rettungslegende um diese Holzstatue aus der 2. Hälfte des 14. Jahrhunderts wurde spätestens 1817 niedergeschrieben.
Zur Zeit der Reformation in der alten Eidgenossenschaft habe im Frühjahr 1528 ein Hirte namens Zumbühl aus dem nidwaldnerischen und somit katholischen Büren eine Schafherde im reformierten bernischen Haslital gehütet, das zu dieser Zeit von einem Bildersturm heimgesucht wurde. Der junge Hirte habe eine Marienfigur mit Kindlein aus der Kirche gerettet, sie anschliessend andächtig verehrt und am Ende der Saison mit sich nach Hause genommen. Im darauffolgenden Jahr habe er erneut eine Schafherde gehütet, diesmal aber in Niederrickenbach. Wiederum habe er die Figur mitgenommen und sie in einen hohlen Ahornbaum gestellt. Als der Hirte im Herbst ins Tal zurückkehren sollte, habe sich die Statue erst wieder aus dem Baum entfernen lassen, nachdem ein gemauerter Bildstock errichtet worden sei.
Seit 1565 ist eine Kapelle bezeugt. Ab 1688 wurde sie durch eine grössere ersetzt und 1869 wurde die heutige Kapelle eingeweiht. Bemerkenswert ist ihre Sammlung von Votivbildern, die seit 1606 gestiftet wurden. Der Barockaltar stammt aus der abgebrochenen Kirche von Grosswangen. In seiner Mittelnische steht die Madonnenstatue, die nach Robert Durrer vor 1709 «in unglaublich roher Weise verstümmelt ward», um ein Stoffkleid wie die Einsiedler Muttergottes tragen zu können.

## Persönlichkeiten
In Maria-Rickenbach wirkte von 1831 bis 1845 der Sprachenkenner und Dialektologe Jakob Joseph Matthys als Kaplan; hier schrieb er seine in 35 Sprachen verfasste Autobiografie.

## Sehenswürdigkeiten
Neben der Marienstatue in der Kapelle sind auch die Votivbilder sehenswert. Sie wurden als Dankesgabe für wundersame Hilfe gestiftet und sind auch volkskundlich wertvoll. Sie zeigen die helfende und betende Maria. Oft enthalten sie auch einen kurzen Text zur Erläuterung der Situation. Auch heute noch gibt es von Zeit zu Zeit neu gestiftete Bilder. Erwähnenswert ist auch die historische Gollorgel aus dem Jahr 1918, welche original erhalten geblieben ist.
Neben diesen sakralen Einrichtungen bietet Rickenbach vor allem viel Natur und von den umliegenden Gipfeln einen weiten Blick ins Tal. Bei sehr guten Sichtverhältnissen ist einerseits der Schwarzwald zu sehen und andererseits ein weites Alpenpanorama.

Historisches Luftbild von Werner Friedli von 1953

## Situation heute

### Wirtschaft und Bevölkerung
Niederrickenbach sieht sich einer schwierigen Situation gegenüber. Die Wallfahrt hat als Wirtschaftsfaktor an Bedeutung verloren. Vom Skigebiet Haldigrat ist (neben dem Sessellift) noch ein Berghaus übrig geblieben. Das Dorf hat mit der Abwanderung und das Benediktinerinnenkloster hat mit Nachwuchsproblemen zu kämpfen. Das Mädchenpensionat wurde 1981 geschlossen und eine Dorfschule gibt es seit den 1980er Jahren ebenfalls nicht mehr. Damals zählte sie noch ungefähr zwanzig Kinder.

### Tourismus
Die Gemeinde unternimmt einige Anstrengungen, dem Dorf durch diverse Aktivitäten neues Leben einzuhauchen und einen sanften Tourismus anzukurbeln. So ist der Sessellift auf den Haldigrat wieder in Betrieb. Die Gemeinde und der Verein «Tourismus Maria-Rickenbach» bemühen sich um neue touristische Impulse und die Klosterschwestern eröffneten ihre kleine Kaffeerösterei neu. 2008 wurde die Luftseilbahn von der Station Niederrickenbach im Tal (südlich von Dallenwil) erneuert. Hier halten die Züge der Zentralbahn auf Verlangen (die der S 4 nicht), wo es auch einen gebührenfreien Parkplatz gibt. Von der Bergstation kann man mit einer kleinen Seilbahn zur Musenalp gelangen. 
Durch das Gebiet führt der Nidwaldner Zentrumsweg, der in zwei Etappen eine Übernachtung in Niederrickenbach vorsieht, nachdem im Anstieg aus dem Tal der geografische Mittelpunkt Nidwaldens, versehen mit einer Feuerstelle und Ausblick, passiert wurde. Anschliessend geht es auf das nahe Buochserhorn. Eine andere Möglichkeit besteht darin, auf dem Benediktusweg von der Benediktinerabtei Engelberg hierher zu wandern. 

## Bilder

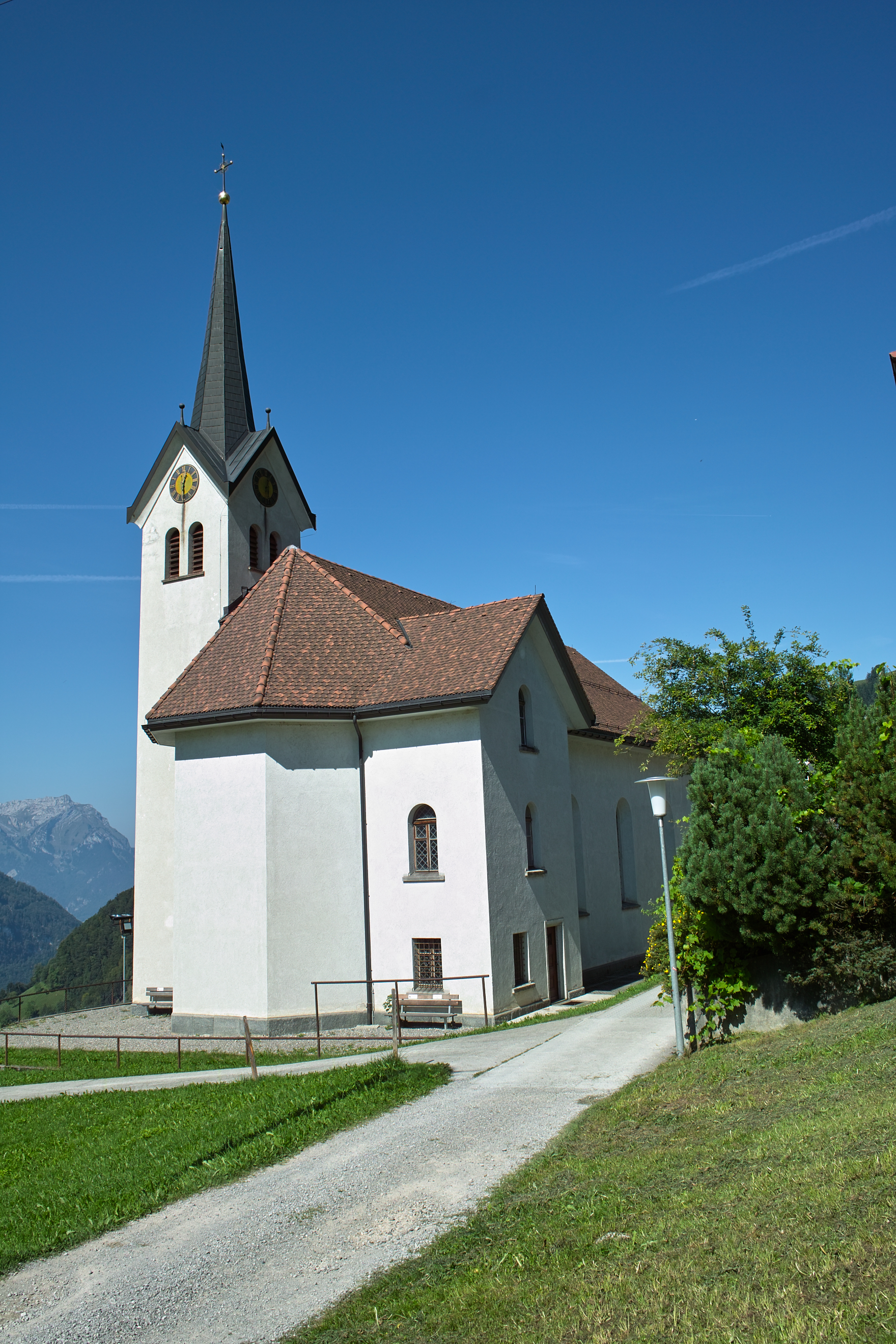
Wallfahrtskapelle
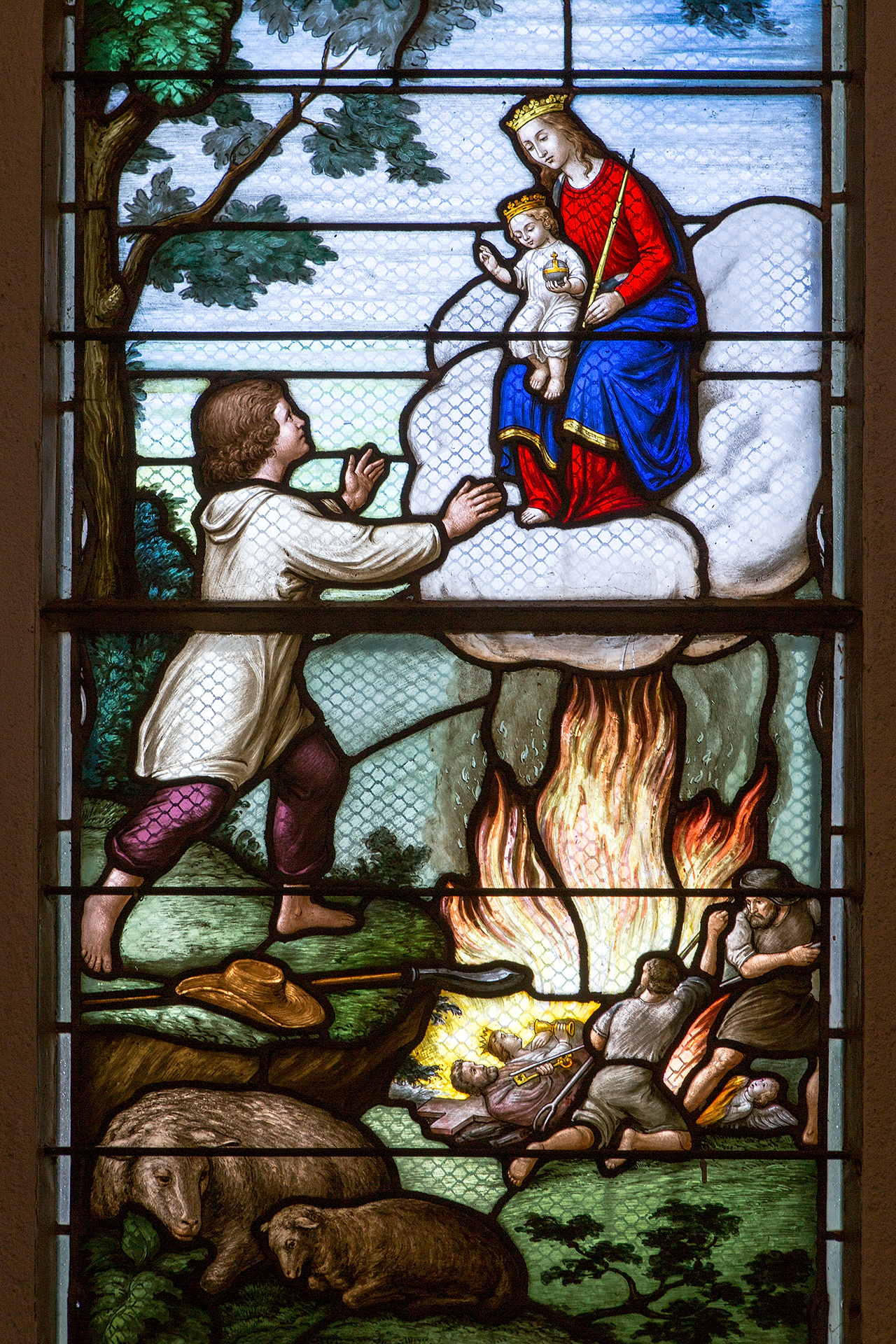
Kapellenfenster
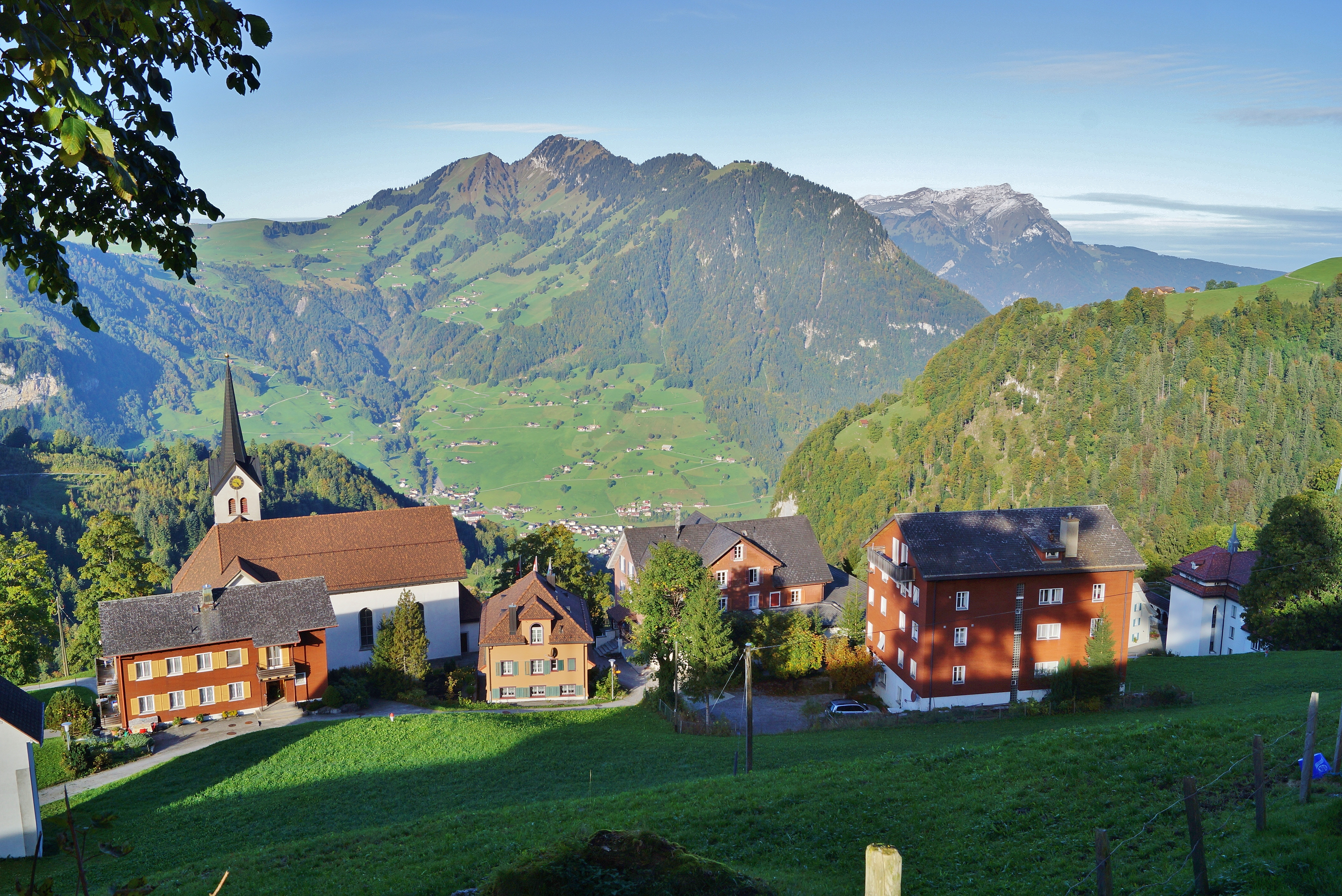
Ausblick zu Stanserhorn & Pilatus
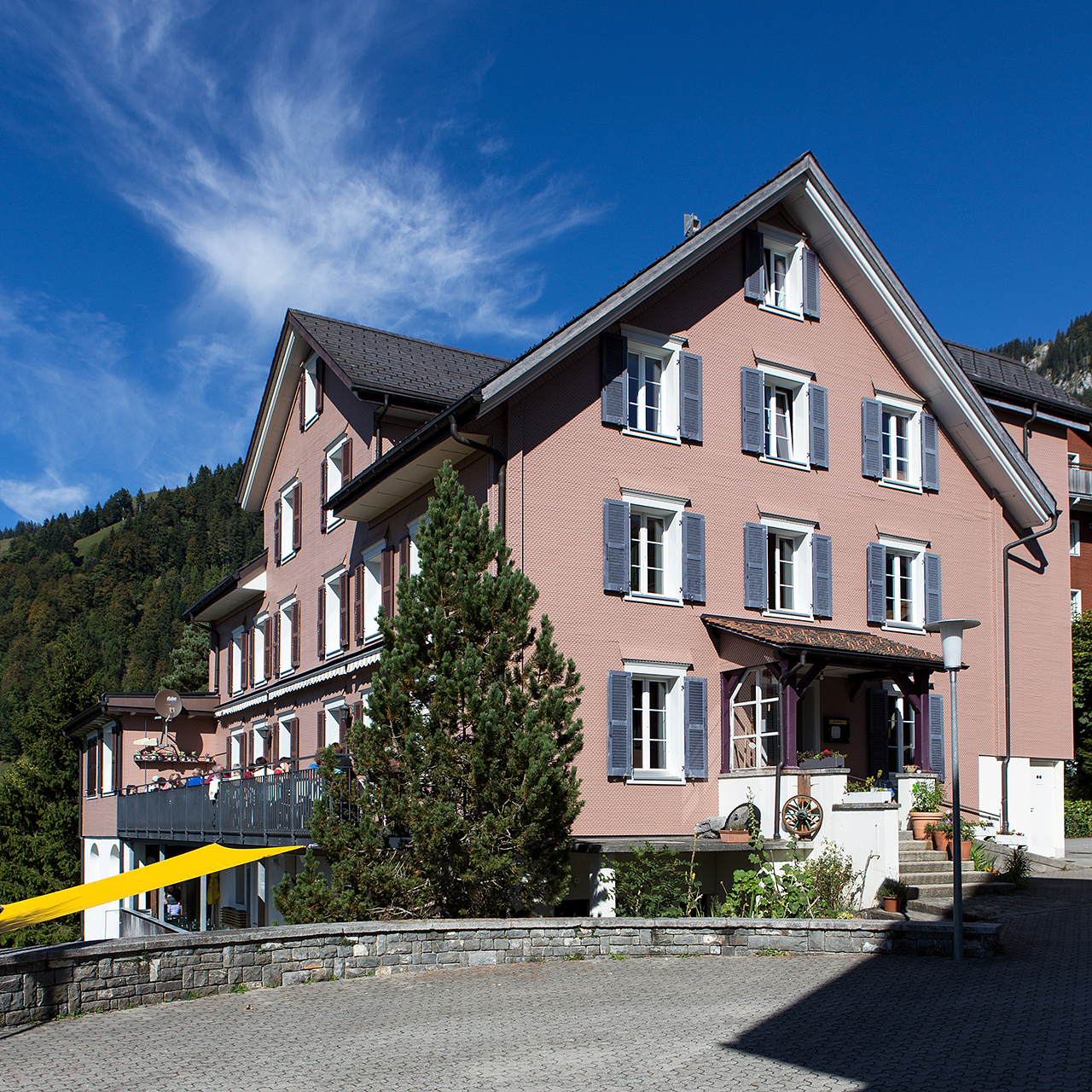
Restaurant Pilgerhaus
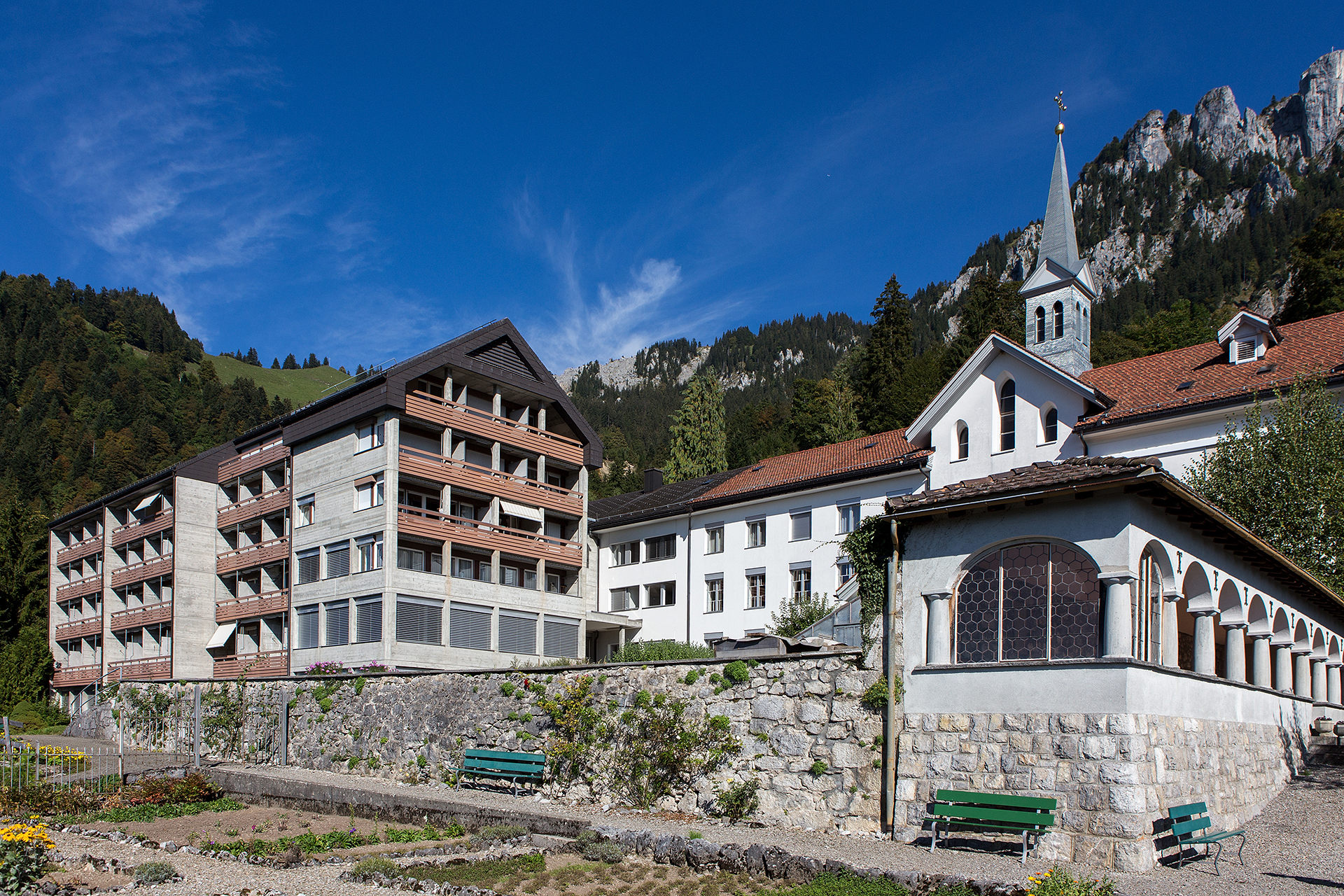
Kloster Maria-Rickenbach
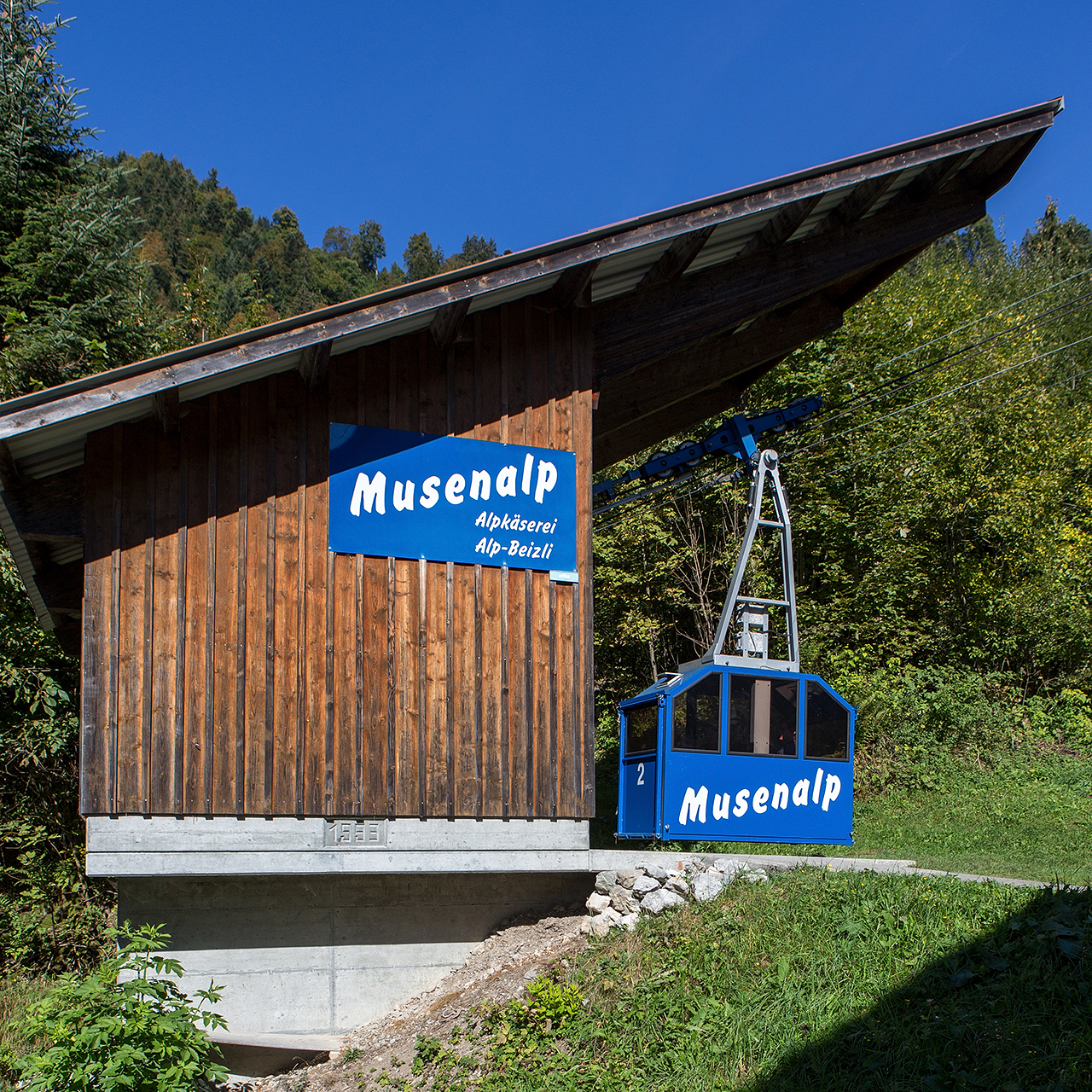
Luftseilbahn zur Musenalp

## Nachweis
1. ↑  Niederrickenbach bei «ortsnamen.ch».
2. 1 2  Robert Durrer: Die Kunstdenkmäler des Kantons Unterwalden (= Die Kunstdenkmäler der Schweiz. 1). Schweizerisches Landesmuseum, Zürich 1899–1928, Nachdruck Birkhäuser Verlag, Basel 1971, S. 437.
3. ↑  Michael Tomaschett: Zur Reformationszeit in die Zentralschweiz gerettete Holzskulpturen. In: Der Geschichtsfreund. 171 (2018), ISBN 978-3-85761-324-1, S. 39–59 (hier: S. 51 f.).
4. ↑  Robert Durrer: Die Kunstdenkmäler des Kantons Unterwalden (= Die Kunstdenkmäler der Schweiz. 1). Schweizerisches Landesmuseum, Zürich 1899–1928, Nachdruck Birkhäuser Verlag, Basel 1971, S. 439.
5. ↑  Siehe auch: Toni Durrer: Votivbrauchtum und Medizin in der Innerschweiz. In: Der Geschichtsfreund. 135 (1982), S. 5–87 (online auf e-periodica).
6. ↑  Oberdorf / Niederrickenbach – Wallfahrtskirche Unsere liebe Frau im Ahorn – Orgel Verzeichnis – Orgelarchiv Schmidt. Abgerufen am 24. Februar 2022 (deutsch).